# فهرست پناهگاه‌های حیات وحش ایران
فهرست پناهگاه‌های حیات وحش ایران شامل پناهگاه‌های حیات وحش در ایران است که از سوی سازمان حفاظت محیط زیست به عنوان یکی از منطقه‌های چهارگانهٔ حفاظت محیط زیست تعیین شده‌اند.

## فهرست
| فهرست پناهگاه‌های حیات وحش ایران | فهرست پناهگاه‌های حیات وحش ایران | فهرست پناهگاه‌های حیات وحش ایران | فهرست پناهگاه‌های حیات وحش ایران | فهرست پناهگاه‌های حیات وحش ایران |
| ردیف                            | نام                             | مساحت (هکتار)                   | استان                           | تاریخ تصویب                     |
| ------------------------------- | ------------------------------- | ------------------------------- | ------------------------------- | ------------------------------- |
| ۱                               | آریز                            | ۹۹۲۰۷                           | استان یزد                       | ۹۹/۱۱/۰۶                        |
| ۲                               | امیرکلایه                       | ۱۰۸۹                            | استان گیلان                     | ۱۳۵۴/۵/۲۱                       |
| ۳                               | انگوران                         | ۲۹۸۲۹                           | استان زنجان                     | ۱۳۵۴/۵/۲۱                       |
| ۴                               | بختگان                          | ۱۵۴۴۹۵                          | استان فارس                      | ۱۳۷۴/۷/۶                        |
| ۵                               | بروئیه                          | ۷۷۰۸۳                           | استان یزد                       | ۱۳۸۱/۳/۲۱                       |
| ۶                               | بیستون                          | ۴۱۶۲۷                           | استان کرمانشاه                  | ۱۳۵۴/۵/۲۱                       |
| ۷                               | تالاب کانی برازان               | ۸۷۹                             | استان آذربایجان غربی            | ۹۹/۱۱/۰۶                        |
| ۸                               | تالاب کجی نمکزار                | ۲۱۷۰۹                           | استان خراسان جنوبی              | ۸۸/۹/۸                          |
| ۹                               | تنگ هفت                         | ۸۸۸                             | استان لرستان                    | ۸۶/۱۱/۱۲                        |
| ۱۰                              | توران                           | ۳۱۰۴۸۷                          | استان سمنان                     | ۱۳۸۱/۳/۲۱                       |
| ۱۱                              | جاسب                            | ۱۷۲۷۳                           | استان مرکزی                     | ۱۳۸۱/۳/۲۱                       |
| ۱۲                              | چوکام                           | ۴۴۶                             | استان گیلان                     | ۹۷/۰۵/۰۱                        |
| ۱۳                              | حیدری                           | ۴۶۹۳۲                           | استان خراسان رضوی               | ۱۳۸۱/۳/۲۱                       |
| ۱۴                              | خارگ                            | ۲۰۸۷                            | استان بوشهر                     | ۱۳۵۴/۵/۲۱                       |
| ۱۵                              | خارو                            | ۳۲۷۰۰۰                          | استان اصفهان                    | ۹۸/۱۰/۱۵                        |
| ۱۶                              | خور و خلاصی                     | ۶۱۰۶                            | استان هرمزگان                   |                                 |
| ۱۷                              | خوش ییلاق                       | ۱۵۰۳۸۹                          | استان سمنان                     | ۱۳۵۷/۷/۱۷                       |
| ۱۸                              | دربند راور                      | ۱۳۵۴۴۹۳                         | استان کرمان                     | ۹۷/۰۵/۰۶                        |
| ۱۹                              | دره انجیر و نی‌باز               | ۱۷۴۷۶۲                          | استان یزد                       | ۱۳۸۱/۳/۲۱                       |
| ۲۰                              | دره باغ                         | ۳۳۱۹۰                           | استان فارس                      | ۹۶/۰۶/۰۲                        |
| ۲۱                              | دشت سوتا و حمامیان              | ۴۸۸۸                            | استان آذربایجان غربی            | ۹۹/۱۱/۰۶                        |
| ۲۲                              | دشت لاغری                       | ۲۰۲۴۴                           | استان خراسان رضوی               | ۹۱/۰۲/۳۱                        |
| ۲۳                              | دشت ناز                         | ۵۶                              | استان مازندران                  | ۱۳۵۴/۵/۲۰                       |
| ۲۴                              | دودانگه و چهاردانگه             | ۱۶۹۰۱                           | استان مازندران                  | ۱۳۵۴/۵/۲۱                       |
| ۲۵                              | راسبند                          | ۱۰۵۹۳                           | استان مرکزی                     | ۱۳۸۱/۳/۲۱                       |
| ۲۶                              | رباط شور                        | ۶۳۴۱۲                           | استان خراسان جنوبی              | ۹۹/۱۱/۰۶                        |
| ۲۷                              | روچون                           | ۲۶۰۸۶                           | استان کرمان                     | ۹۸/۰۱/۰۵                        |
| ۲۸                              | زریاب                           | ۴۵۳۶۷                           | استان کرمان                     | ۹۷/۰۹/۱۵                        |
| ۲۹                              | زریوار                          | ۳۲۹۱                            | استان کردستان                   | ۸۸/۱۱/۱۱                        |
| ۳۰                              | زله‌زرد                          | ۳۹۴۹۵                           | استان کرمانشاه                  | ۹۹/۱۱/۰۶                        |
| ۳۱                              | سرخان‌گل                         | ۱۲۱۴                            | استان گیلان                     | ۱۳۸۱/۳/۲۱                       |
| ۳۲                              | سفیدکوه                         | ۲۴۷۶۲                           | استان لرستان                    | ۹۹/۱۱/۰۶                        |
| ۳۳                              | سلکه                            | ۳۶۱                             | استان گیلان                     | ۱۳۵۴/۵/۲۱                       |
| ۳۴                              | سمسکنده                         | ۱۰۴۲                            | استان مازندران                  | ۱۳۵۴/۵/۲۱                       |
| ۳۵                              | شادگان                          | ۳۲۸۵۷۰                          | استان خوزستان                   | ۱۳۸۰/۷/۲۵                       |
| ۳۶                              | شیدور                           | ۹۹                              | استان هرمزگان                   | ۱۳۵۴/۵/۲۱                       |
| ۳۷                              | شیراحمد                         | ۲۳۱۲۵                           | استان خراسان رضوی               | ۱۳۸۱/۳/۲۱                       |
| ۳۸                              | شیرستان                         | ۴۴۴۴۸                           | استان چهارمحال و بختیاری        | ۹۷/۰۹/۱۵                        |
| ۳۹                              | شیرکوه                          | ۴۰۹۵۹                           | استان یزد                       | ۱۳۹۸/۱۰/۱۵                      |
| ۴۰                              | عباس‌آباد                        | ۳۰۴۴۵۹                          | استان اصفهان                    | ۹۹/۱۱/۰۶                        |
| ۴۱                              | فریدون‌کنار                      | ۴۷                              | استان مازندران                  | ۱۳۵۴/۵/۲۱                       |
| ۴۲                              | قراویز                          | ۳۵۵۰                            | استان کرمانشاه                  | ۹۹/۱۱/۰۶                        |
| ۴۳                              | قمیشلو                          | ۸۴۱۰۷                           | استان اصفهان                    | ۱۳۸۹/۹/۲۹                       |
| ۴۴                              | کلاه قاضی                       | ۳۶۱۵                            | استان اصفهان                    | ۱۳۸۴/۲/۱۴                       |
| ۴۵                              | کمکی                            | ۶۴۵۷۵                           | استان یزد                       | ۱۳۹۸/۱۰/۱۸                      |
| ۴۶                              | کیامکی                          | ۹۰۷۵۲                           | استان آذربایجان شرقی            | ۹۶/۰۶/۰۲                        |
| ۴۷                              | لوندویل                         | ۱۰۸۱                            | استان گیلان                     | ۹۷/۰۵/۰۱                        |
| ۴۸                              | مهروئیه                         | ۵۶۱۱                            | استان کرمان                     | ۱۳۵۴/۵/۲۱                       |
| ۴۹                              | موته                            | ۱۶۷۶۷۸                          | استان اصفهان                    | ۹۵/۱۲/۲۴                        |
| ۵۰                              | میاندشت                         | ۶۹۳۵۸                           | استان خراسان شمالی              | ۱۳۵۴/۵/۲۱                       |
| ۵۱                              | میانکاله                        | ۶۶۲۰۴                           | استان مازندران                  | ۱۳۵۴/۵/۲۱                       |
| ۵۲                              | میانگران                        | ۲۴۷۱                            | استان خوزستان                   | ۹۹/۱۱/۰۶                        |
| ۵۳                              | نایبندان                        | ۱۴۹۰۱۳۴                         | استان خراسان جنوبی              | ۱۳۸۰/۷/۲۵                       |
| ۵۴                              | هامون                           | ۲۹۲۶۳۷                          | استان سیستان و بلوچستان         | ۱۳۸۱/۸/۲۸                       |
| ۵۵                              | هندورابی                        | ۴۳۱۶                            | استان هرمزگان                   | ۱۳۹۰/۶/۱۳                       |
| ۵۶                              | یخاب                            | ۲۷۰۶۵۳                          | استان اصفهان                    | ۱۳۹۶/۶/۲                        |